# Ganges Chasma
Ganges Chasma és una estructura geològica del tipus chasma a la superfície de Mart, situada amb el sistema de coordenades planetocèntriques a -5.82 ° de latitud N i 317 ° de longitud E. Fa 574.08 km de diàmetre. El nom va ser fet oficial per la UAI l'any 1985 i pren el nom d'una característica d'albedo.